# 横浜市立吉原小学校
横浜市立吉原小学校（よこはましりつ よしはらしょうがっこう）は、横浜市港南区日野にある男女共学の公立小学校。

## 概要
校名は、江戸時代末期の文化文政時代のころの地域の村名、「吉原村」に因む。
校歌は、創立5周年を記念し1972年に制定された。作詞は葭谷浩通、作曲は小野達治。歌は2番まであり、両番に共通するフレーズがある。中盤の「吉原の子よ」は2度繰り返して歌われる。
校章は1967年の制定。デザインは児童や父兄から募った。イチョウの形をしており、意味はイチョウの成長のめざましさに子どもたちへの期待を表しており、5枚の葉は学区を表していて地域と学校のつながりを示すものである。2個の銀杏はイチョウの実りと子どもたちの成長を結びつけたもの。また中央には校名の頭文字「吉」を記している。

## 沿革

### 開校までの流れ
港南区東部の児童数が増加し、日野小学校や南台小学校では逼迫状態にあった。特に南台小学校では1400人を数え、5年で600人近く増加した。これを緩和すべく日野小学校の学区をもって日野小学校の分校を設置することを決め、1964年10月、日野町北部の丘陵地3,896坪（≒12,879平方メートル）を校地として取得した。この場所は環状2号線が付近を通り、東に800メートル進んだところには南台小学校がある。
1966年2月に校舎建設に着手。同7月1日、工事竣工を前に「横浜市立日野小学校吉原分校」として開校。7月11日には第一期工事が竣工し、鉄筋コンクリート造4階建ての校舎が完成した。9月1日には完成した校舎に8学級を収容し、授業を開始した。
開校から9か月後の1967年4月、「横浜市立吉原小学校」として日野小学校から独立を果たした。日野町と野庭町の一部を学区とし、12学級、427人でスタートした。

### 年表
- 1964年（昭和39年）10月 - 校地を取得[7]。
- 1966年（昭和41年）
  - 2月8日 - 建設工事着工[4]。
  - 7月1日 - 横浜市立日野小学校吉原分校として開校[12]。校地面積は12,853平方メートル[11]。
  - 7月11日 - 第一期工事が竣工[10]。
  - 9月1日 -  授業を開始[10]。
- 1967年（昭和42年）
  - 4月1日 - 横浜市立吉原小学校として独立開校[1]。
  - 5月26日 - PTAを発足[13]。
  - 6月8日 - 校章および校旗を制定[1]。
- 1968年（昭和43年）
  - 3月 - 校舎を増築（724平方メートル、8教室）[1]。
  - 4月1日 - 学区を拡大（野庭町の一部区域）[13]。
  - 5月29日 - 給食室を落成[1]。
- 1969年（昭和44年）4月 - プレハブ校舎を設置[1]。
- 1971年（昭和46年）
  - 2月2日 - 校舎を増築（1,412平方メートル、10教室）[1]。
  - 11月1日 - 体育館兼講堂を落成[10]。
  - 11月22日 - 環境美化優良校として県知事より表彰される[10]。
- 1972年（昭和47年）
  - 4月1日 - 学区を拡大（港南三丁目の一部）[13]。
  - 7月10日 - 創立5周年式典を開催。校歌を制定[10]。
  - 8月16日 - プールを落成[10]。
- 1975年（昭和50年）2月10日 - 交通安全優良校として県教育委員会より表彰される[10]。
- 1976年（昭和51年）4月5日 - 鉄骨校舎工事が完了[10]。
- 1981年（昭和56年）9月10日 - 焼窯室および物置を設置。校庭を整備[10]。
- 1985年（昭和60年）3月 - 音楽室・理科室・図書室・家庭科室を改築[10]。
- 1988年（昭和63年）11月11日 - 学研教育賞を受賞[10]。
- 1993年（平成5年）4月12日 - プールを移転。校庭を整備[10]。
- 1996年（平成8年）11月 -  創立30周年記念式典および祝賀会を開催。区より記念樹「クロガネモチ」を寄贈される[10]。創立30周年記念誌を発行[14]。
- 1998年（平成10年）1月30日 - 体育館棟の耐震補強工事を実施[10]。
- 1999年（平成11年）9月14日 - 教育用コンピューターを整備。小学校インターネット校に指定される[10]。
- 2004年（平成16年）4月 - 2学期制へ移行[10]。
- 2006年（平成18年）
  - 2月 - はまっ子ふれあいスクール棟を設置[10]。
  - 4月 - 学校給食調理業務を民間へ委託[10]。
- 2009年（平成21年）12月 - エレベーター・多機能トイレ・避難口・避難梯子を設置[10]。
- 2010年（平成22年）2月 - ソーラーパネルを設置[10]。
- 2012年（平成24年）9月 - 普通教室へ空調を整備[10]。
- 2014年（平成26年）
  - 2月 - 体育館を改修[10]。
  - 8月 - 鉄骨校舎を改修[10]。
- 2016年（平成28年）11月12日 - 創立50周年を記念し、記念式典および祝賀会を開催。マスコットキャラクター「はらっこちゃん」のモザイクアートも披露された[15]。

## 学区
横浜市港南区のうち、次の区域が学区となる。
- 野庭町
  - 4番地の5から4番地の9、4番地の12から4番地の14、4番地の16、4番地の18、4番地の22から4番地の25、4番地の31、4番地の32、4番地の34、4番地の35
  - 5番地の4、5番地の6、5番地の8、5番地の10、5番地の12、5番地の13、5番地の15、5番地の17
  - 15番地
  - 16番地
  - 217番地の4から217番地の13
- 日野一丁目
- 日野二丁目のうち、1番から45番、51番10号から51番16号、52番から65番
- 日野三丁目
- 日野四丁目
- 日野五丁目
- 日野六丁目のうち、1番から14番
- 日野七丁目のうち、1番、14番から20番
- 日野中央一丁目のうち、1番から19番

日野六丁目の11番から14番までは特別調整通学区域であり、転入学時に野庭すずかけ小学校または下野庭小学校への通学が選べる。

## 進学先の中学校
- 横浜市立港南中学校
- 横浜市立丸山台中学校

出典：

## アクセス

### バス
- 神奈中バス
  - 「吉原小学校前」停留所から徒歩約5分
  - 「吉原前」停留所から徒歩約3分

### 鉄道
- 横浜市営地下鉄ブルーライン 港南中央駅から徒歩約13分

## 著名な出身者
- 小山千帆 - 政治家